# Reprezentacja Kiribati w piłce nożnej mężczyzn
Reprezentacja Kiribati w piłce nożnej nie jest członkiem Międzynarodowej Federacji Piłki Nożnej (FIFA), dlatego nie ma prawa uczestniczyć w kwalifikacjach do Mistrzostw Świata. Jest jednak członkiem NF-Board i stowarzyszonym z Konfederacją Piłkarską Oceanii (OFC), ale nie może startować w Pucharze Narodów Oceanii. Stadion reprezentacji nazywa się "Bairiki National Stadium" (2500 miejsc). 

## Historia
W piłkę nożną w Kiribati zaczęto grać w latach 50., jednak grano wyłącznie dla przyjemności bez zachowywania podstawowych zasad piłkarskich. Coraz większe zainteresowanie mieszkańców tym sportem doprowadziło jednak do rozgrywania pierwszych turniejów, w których mierzyli się ze sobą mieszkańcy sąsiednich miasteczek. Grano głównie w czasie wolnym, podczas świąt i uroczystości narodowych.
W roku 1979 reprezentacja Kiribati podczas Igrzysk Południowego Pacyfiku rozegrała pierwsze dwa spotkania międzynarodowe – 22 sierpnia uległa 0–13 reprezenctacji Papui-Nowej Gwinei, zaś dwa dni później aż 0–24 reprezentacji Fidżi. Rok później powstał związek piłkarski Kiribati Football Association. Od tego czasu na wyspie przeprowadzano warsztaty dla arbitrów, trenerów i piłkarzy.
Kolejny start w Igrzyskach Południowego Pacyfiku nastąpił dopiero w 2003 roku. W swoim drugim starcie w międzynarodowych rozgrywkach zespół ponownie wypadł fatalnie. W czterech meczach reprezentacja Kiribati poniosła cztery porażki, tracąc przy tym aż 40 goli. Jednak w pierwszym meczu imprezy, z reprezentacją Tuvalu, Lawrence Nemeia strzelił pierwsze gole w historii reprezentacji w oficjalnym meczu międzynarodowym.
W 2007 roku działacze piłkarscy z Kiribati złożyli wniosek do władz Międzynaodowej Federacji Piłki Nożnej (FIFA) o członkostwo. Został on rozpatrzony po 3 latach i odrzucony z powodu braku niektórych dokumentów. W 2012 roku trenerem reprezentacji został Szkot Kevin McGeskin

## Udział wMistrzostwach Świata
- 1930 – 1978 – Nie brało udziału (było kolonią brytyjską)
- 1982 – 2022 – Nie brało udziału (nie było członkiem FIFA)

## Udział wPucharze Narodów Oceanii
- 1973 – 1980 – Nie brało udziału (było kolonią brytyjską)
- 1996 – 2016 – Nie brało udziału

## Udział wIgrzyskach Południowego Pacyfiku
- 1979 – Faza grupowa
- 2003 – Faza grupowa

### Nieoficjalne mecze międzynarodowe
| 1.  | 22.08.1979 | Suwa (Fidżi)                      | Kiribati | 0– 13 | Papua-Nowa Gwinea | Igrzyska Pacyfiku |
| 2.  | 24.08.1979 | Suwa (Fidżi)                      | Kiribati | 0– 24 | Fidżi             | Igrzyska Pacyfiku |
| 3.  | 30.06.2003 | National Stadion Suwa (Fidżi)     | Kiribati | 2–3   | Tuvalu            | Igrzyska Pacyfiku |
| 4.  | 03.07.2003 | National Stadion Suwa (Fidżi)     | Kiribati | 0–7   | Wyspy Salomona    | Igrzyska Pacyfiku |
| 5.  | 05.07.2003 | Ratu Cakobau Park Nausori (Fidżi) | Kiribati | 0– 12 | Fidżi             | Igrzyska Pacyfiku |
| 6.  | 07.07.2003 | Churchill Park Lautoka (Fidżi)    | Kiribati | 0– 18 | Vanuatu           | Igrzyska Pacyfiku |
| 7.  | 30.08.2011 | Numea (Nowa Kaledonia)            | Kiribati | 0–9   | Fidżi             | Igrzyska Pacyfiku |
| 8.  | 01.09.2011 | Numea (Nowa Kaledonia)            | Kiribati | 0–3   | Wyspy Cooka       | Igrzyska Pacyfiku |
| 9.  | 03.09.2011 | Numea (Nowa Kaledonia)            | Kiribati | 1– 17 | Papua-Nowa Gwinea | Igrzyska Pacyfiku |
| 10. | 05.09.2011 | Numea (Nowa Kaledonia)            | Kiribati | 1– 17 | Tahiti            | Igrzyska Pacyfiku |

Bilans bramkowy: 4  strzelone i 123 stracone gole